# 海茨維爾 (北卡羅萊納州)
海茨維爾（英語：Hightsville）是位於美國北卡羅萊納州新漢諾威縣的普查規定居民點。

## 人口
根據2020年美國人口普查的數據，海茨維爾的面積為4.18平方千米，當中陸地面積為3.78平方千米，而水域面積為0.40平方千米。當地共有人口710人，而人口密度為每平方千米169.86人。